# Thomas Thaarup

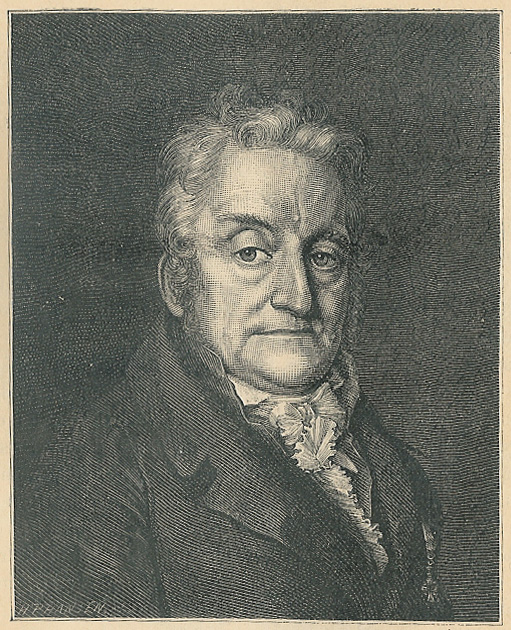
Thomas Thaarup.

Thomas Thaarup, född den 21 augusti 1749, död den 11 juli 1821, var en dansk skald.
Thaarup var lärare vid sjökadettskolan 1784-94 och medlem av direktionen för kungliga teatern 1794-1800, levde sedan som lantbrukare nära Hørsholm. 
Sedan 1782 skrev Thaarup en mängd fosterländska dikter, men vann bifall i synnerhet genom sina nationella idylliska sångspel Høstgildet (1790) och Peters bryllup (1793), där bönderna, i hög grad idealiserade, lovsjunger kungahuset, fäderneslandet och bondeemancipationen 1788. 
Flera av de i dessa stycken inlagda sångerna med musik av Schulz var länge verkliga  folkvisor. Thaarups Poetiske skrifter utgavs av K.L. Rahbek 1822. 
Thaarup vanärade sitt skalderykte, då han 1813 genom "Moses og Jesus", en översättning av en tysk smädeskrift mot judarna, gav uppslaget till den litterära judefejden (1819 följd av råa pöbelupplopp i synnerhet i Köpenhamn) och 1816-17 gjorde nya inlägg i samma fråga, bland annat genom en annan smädeskrift, det översatta skådespelet Vor haandtering.